# 释宽霖
释宽霖（1905年—1999年），俗名王天顺，男，四川新都人，中国佛教僧人，曾任中国佛教协会常务理事，四川省佛教协会会长。